# Conferencia de las Naciones Unidas sobre el Cambio Climático de 2023

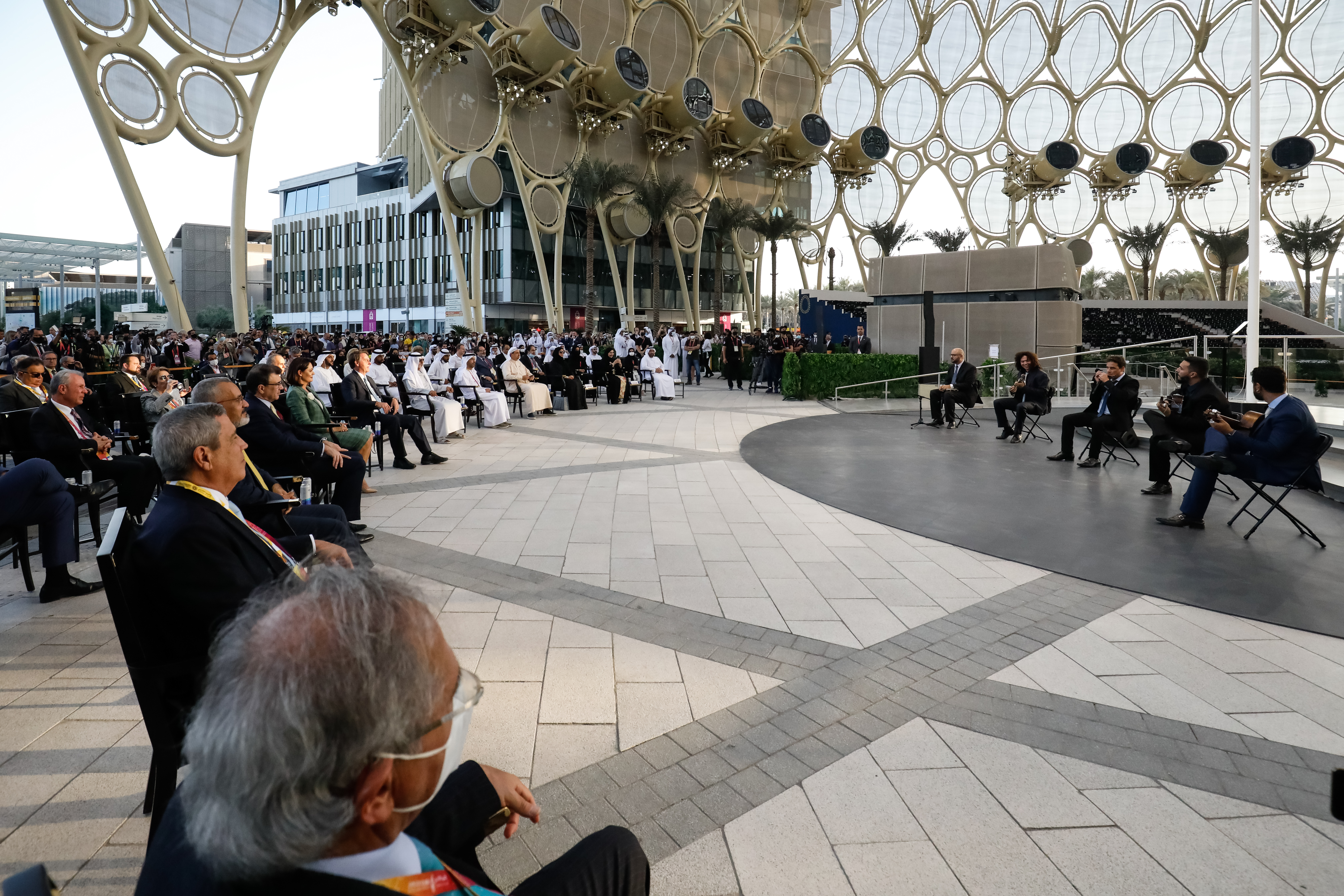
Al Wasl Plaza, Expo City, Dubái

La Conferencia de las Partes de la CMNUCC, más comúnmente conocida como COP28, es la 28.ª conferencia de las Naciones Unidas sobre el Cambio Climático, que se lleva a cabo del 30 de noviembre al 12 de diciembre de 2023 en Expo City, Dubái. La conferencia es desarrollada anualmente desde el primer acuerdo climático de la ONU en 1992, siendo un espacio donde los gobiernos del mundo se juntan para acordar políticas para limitar el aumento de la temperatura global y adaptarse a los impactos asociados con el cambio climático.

## Antecedentes
A principios de 2021, los Emiratos Árabes Unidos (EAU) se ofrecieron a albergar el evento de 2023, y en noviembre de ese mismo año, el primer ministro emiratí, el jeque Mohammed bin Rashid al-Maktoum, anunció que los EAU serían los anfitriones de la conferencia de 2023. Y el Sultán Ahmed Al Jaber, Ministro de Industria y Tecnología Avanzada y Enviado Especial de los Emiratos Árabes Unidos para el Cambio Climático, fue designado para desempeñarse como Presidente Designado de la COP 28. Fue la segunda vez en dos años que la conferencia se llevó a cabo en el Medio Oriente, y la tercera vez que fue organizada por un miembro de la OPEP después de Catar en 2012 e Indonesia en 2007. Los Emiratos Árabes Unidos se comprometieron a reducir las emisiones netas de carbono a cero para 2050, el primer gobierno de Oriente Medio en hacer tal promesa. También fueron el primer país de la región en firmar el Acuerdo de París el 21 de septiembre de 2016. El país ha invertido $ 50 mil millones en energías limpias a nivel internacional y prometió $ 50 mil millones adicionales para 2030. En noviembre de 2022, los Emiratos Árabes Unidos acordaron asociarse con Estados Unidos para invertir otros 100.000 millones de dólares en energía limpia.
En junio se llevaron a cabo en Bonn las negociaciones preliminares de la COP28.

## Balance global
Poco antes de la apertura de la COP28, las Naciones Unidas publicarán la primera evaluación de dos años del progreso mundial para frenar el cambio climático, denominada "Balance global". La descripción general se estableció durante la COP26 en Glasgow y está programada para repetirse cada cinco años.

## Recepción
Sultan Al Jaber fue nombrado Presidente designado de la COP28 de los Emiratos Árabes Unidos en enero de 2023, quien es el presidente y uno de los fundadores de la empresa de energía renovable de los Emiratos Árabes Unidos Masdar, el enviado del país en temas de cambio climático, el ministro de industria y tecnología avanzada, y el CEO de la Abu Dhabi National Oil Company. La decisión fue criticada en una carta abierta por más de 130 legisladores estadounidenses y miembros del Parlamento Europeo, quienes pedían la remoción de Sultan Al Jaber como presidente designado de la COP28. La carta expresaba preocupaciones sobre cómo los contaminadores del sector privado ejercían una "influencia indebida" sobre el proceso de la cumbre climática. En mayo de 2023, el senador estadounidense Ed Markey también criticó por separado la decisión de celebrar la COP28 en los Emiratos Árabes Unidos. Otros individuos, como el enviado climático de Estados Unidos, John Kerry, expresaron su apoyo al nombramiento de Al Jaber.
La presidencia de Al Jaber en la conferencia sobre cambio climático COP28 contradice la decisión de su empresa de expandir la producción de combustible fósil en la compañía de perforación ADNOC. La organización de derechos humanos Amnistía Internacional expresó preocupaciones, afirmando que "Sultan al-Jaber no puede ser un mediador honesto en las conversaciones sobre el clima cuando la empresa que lidera planea causar más daño climático".
En enero de 2023, Dubai Cares se convirtió en el socio de Educación para la COP28. Ya había participado en la COP27 celebrada en Sharm el-Sheij, Egipto.
Los organizadores de los Emiratos Árabes Unidos de la COP28 advirtieron a los ponentes de la conferencia sobre clima y salud que no protestaran ni "criticaran a las corporaciones" en los Emiratos. La advertencia citaba las leyes del estado del Golfo, según las cuales se les advertía a los miembros del panel: "No critiquen el Islam, el gobierno de los Emiratos Árabes Unidos, las corporaciones o los individuos". Estas advertencias derivaron en que activistas climáticos expresasen preocupaciones sobre cómo los Emiratos Árabes Unidos organizarían la COP28 al coartar la libertad de expresión.
Los Emiratos Árabes Unidos invitaron a Bashar al-Assad de Siria, quien estuvo involucrado en una amplia gama de crímenes de guerra, a la COP28. Se acusó a los Emiratos Árabes Unidos de estar dispuestos a ayudar a Assad a mejorar su imagen. Assad cometió crímenes de lesa humanidad a gran escala, desplazó a millones de personas y llevó a cabo ataques químicos mortales. Human Rights Watch dijo que era escandaloso que la COP28 se estuviera utilizando para reintroducir a Assad en la comunidad internacional sin intentar garantizar su responsabilidad por las violaciones de los derechos humanos.
Antes de la cumbre, los usuarios en las redes sociales señalaron una serie de cuentas falsas en redes sociales que se utilizaban para defender la presidencia de los Emiratos Árabes Unidos en la cumbre sobre el clima. Las cuentas de redes sociales fueron rastreadas por el Dr. Marc Owen Jones de la Universidad Hamad Bin Khalifa.

### Controversias
Mucho antes del comienzo de la COP27, los Emiratos Árabes Unidos comenzaron a trabajar para limpiar su reputación internacional; para este fin contrataron agencias de relaciones públicas y cabildeo, incluidas Akin Gump Strauss Hauer & Feld y FleishmanHillard, para promocionarse como los anfitriones de la COP28. En mayo de 2015, el presidente de la COP28, Sultan Al Jaber, quien se convirtió en el centro de las controversias, fue acusado de intentar ecoblanquear su imagen pagando a usuarios de Wikipedia para que limpiaran su página. Un usuario de Wikipedia reveló que ADNOC le pagó, mientras que Masdar le pagó a otro para controlar la narrativa en Wikipedia.

### Resultados principales
La COP28 trajo nuevos compromisos internacionales que abarcan, desde las emisiones de las empresas de petróleo y gas, la triplicación en el uso de energías renovables, hasta los sistemas alimentarios y como el mundo puede integrar mejor las acciones sobre el cambio climático y la pérdida de biodiversidad.
Entre los acuerdos formales resultaron:
- Fue la primera vez que una decisión de la COP mencionó explícitamente la disminución del uso de combustibles fósiles. Alrededor de 127 países acordaron la eliminación gradual de los combustibles fósiles.
- Se instó a los países a a triplicar el nivel mundial de la capacidad de energía renovable y duplicar la eficiencia energética para 2030.